# Thalassoma jansenii
Thalassoma jansenii es una especie de peces de la familia Labridae en el orden de los Perciformes.

## Morfología
- Los machos pueden llegar alcanzar los 20 cm de longitud total.[1]

## Distribución geográfica
Se encuentra desde las Maldivas hasta Fiyi y el sur del Japón.